# Llandrindod Wells
Llandrindod Wells (wal. Llandrindod) – miasto w środkowej Walii (Wielka Brytania), ośrodek administracyjny hrabstwa Powys, historycznie w hrabstwie Radnorshire. W 2011 roku zamieszkane było przez 5309 mieszkańców.
Miasto powstało w XVIII i XIX wieku jako uzdrowisko nad źródłami mineralnymi.